# Nico Schlotterbeck
Nico Cedric Schlotterbeck (nascut l'1 de desembre de 1999) és un futbolista professional alemany que juga principalment com a defensa central al Borussia Dortmund de la Bundesliga i a la selecció alemanya.

## Carrera de club

### SC Friburg
Schlotterbeck va debutar amb l'SC Freiburg el 9 de març de 2019, substituint Philipp Lienhart a la mitja part en una victòria a casa per 2-1 contra l'Hertha BSC. En el seu darrer partit amb el Freiburg, el club va perdre la final de la DFB-Pokal als penals, però Schlotterbeck va ser guardonat com millor jugador del partit.

#### Cessió a l'Union Berlin
El 31 de juliol de 2020, Schlotterbeck es va unir a Union Berlin amb una cessió d'un any.

### Borussia Dortmund
El 2 de maig de 2022, el Borussia Dortmund va anunciar el fitxatge de Schlotterbeck amb un contracte de cinc anys, a partir de la temporada 2022-23 per una quota de transferència de 25 milions d'euros. A la temporada 2023-24, va assolir la taxa d'èxit d'enfrontaments més alta de la Bundesliga amb un 71%, a més d'haver guanyat la possessió més de 240 vegades, també va tenir un paper crucial en la classificació del seu club per a la final de la Lliga de Campions.

## Carrera internacional
Schlotterbeck va rebre la seva convocatòria de debut a la selecció d'Alemanya amb l'entrenador Hansi Flick per a la classificació per a la Copa del Món de la FIFA el setembre de 2021. Va debutar contra Israel en un amistós el 27 de març de 2022. Més tard aquell mateix any, el 10 de novembre, va ser nomenat a l'equip de 26 jugadors per a la Copa del Món de la FIFA 2022 a Qatar.

## Vida personal
Schlotterbeck és nebot de l'antic futbolista professional Niels Schlotterbeck, que va jugar al Freiburg. El seu germà gran, Keven, és un futbolista professional que va jugar la temporada 2019-20 a l'Union Berlin cedit pel SC Freiburg, al qual va tornar per a la temporada 2020-21. La cosina de Schlotterbeck, Sandrine, va aparèixer a la setena sèrie de l'edició alemanya de <i id="mwTg">Love Island</i> el 2022.

## Palmarès
SC Friburg
- Subcampió de la DFB-Pokal: 2021–22[15]

Alemanya sub-21
- Campionat d'Europa sub-21 de la UEFA: 2021[16]

Individual
- Equip del Torneig del Campionat d'Europa sub-21 de la UEFA: 2021[17]
- Equip de la temporada de la Bundesliga: 2021–22,[18] 2022–23[19]
- Kicker Equip de la temporada de la Bundesliga: 2021–22[20]